# Busjön (Vännäs socken, Västerbotten)
Busjön är en sjö i Vännäs kommun i Västerbotten och ingår i Umeälvens huvudavrinningsområde. Sjön har en area på 0,134 kvadratkilometer och ligger 149,9 meter över havet. Sjön avvattnas av vattendraget Fäbodbäcken. Vid provfiske har abborre, gädda och mört fångats i sjön.

## Delavrinningsområde
Busjön ingår i det delavrinningsområde (710353-169486) som SMHI kallar för Ovan 710124-169681. Medelhöjden är 164 meter över havet och ytan är 6,95 kvadratkilometer. Det finns inga avrinningsområden uppströms utan avrinningsområdet är högsta punkten. Fäbodbäcken som avvattnar avrinningsområdet har biflödesordning 3, vilket innebär att vattnet flödar genom totalt 3 vattendrag innan det når havet efter 42 kilometer. Avrinningsområdet består mestadels av skog (71 procent) och öppen mark (11 procent). Avrinningsområdet har 0,37 kvadratkilometer vattenytor vilket ger det en sjöprocent på 5,3 procent.